# Cappella dei Santi Rocco e Sebastiano (La Magdeleine)
La cappella dei Santi Rocco e Sebastiano è un'antica cappella di La Magdeleine in Valle d'Aosta.

## Storia
La cappella venne fondata il 7 giugno 1672 per iniziativa di Michel Messelod, come testimoniato da alcuni documenti notarili.

## Descrizione
La chiesa, che si trova in località Messellod, è a navata unica. La facciata è ornata da tre affreschi: a sinistra è raffigurato San Rocco con il cane, al centro Gesù Crocifisso e a destra San Sebastiano trafitto dalle frecce. Al centro e al di sopra di queste tre figure è raffigurato il simbolo della Trinità, corredato dall’iscrizione "1827", anno che corrisponderebbe a un significativo restauro.
L’interno ospita una pala d’altare risalente al 1673 e raffigurante la Vergine con il Bambino con ai lati i santi Rocco e Sebastiano, già presenti negli affreschi della facciata. Al centro si trova quindi un grande crocefisso ligneo in cui il Cristo è rappresentato sanguinante in tutto il corpo, in linea con la consuetudine devozionale del tempo. Completano l’arredo sacro della piccola cappella due piccole statue lignee parzialmente dorate e ritraenti un santo ed una santa non identificabili.

## Galleria d'immagini

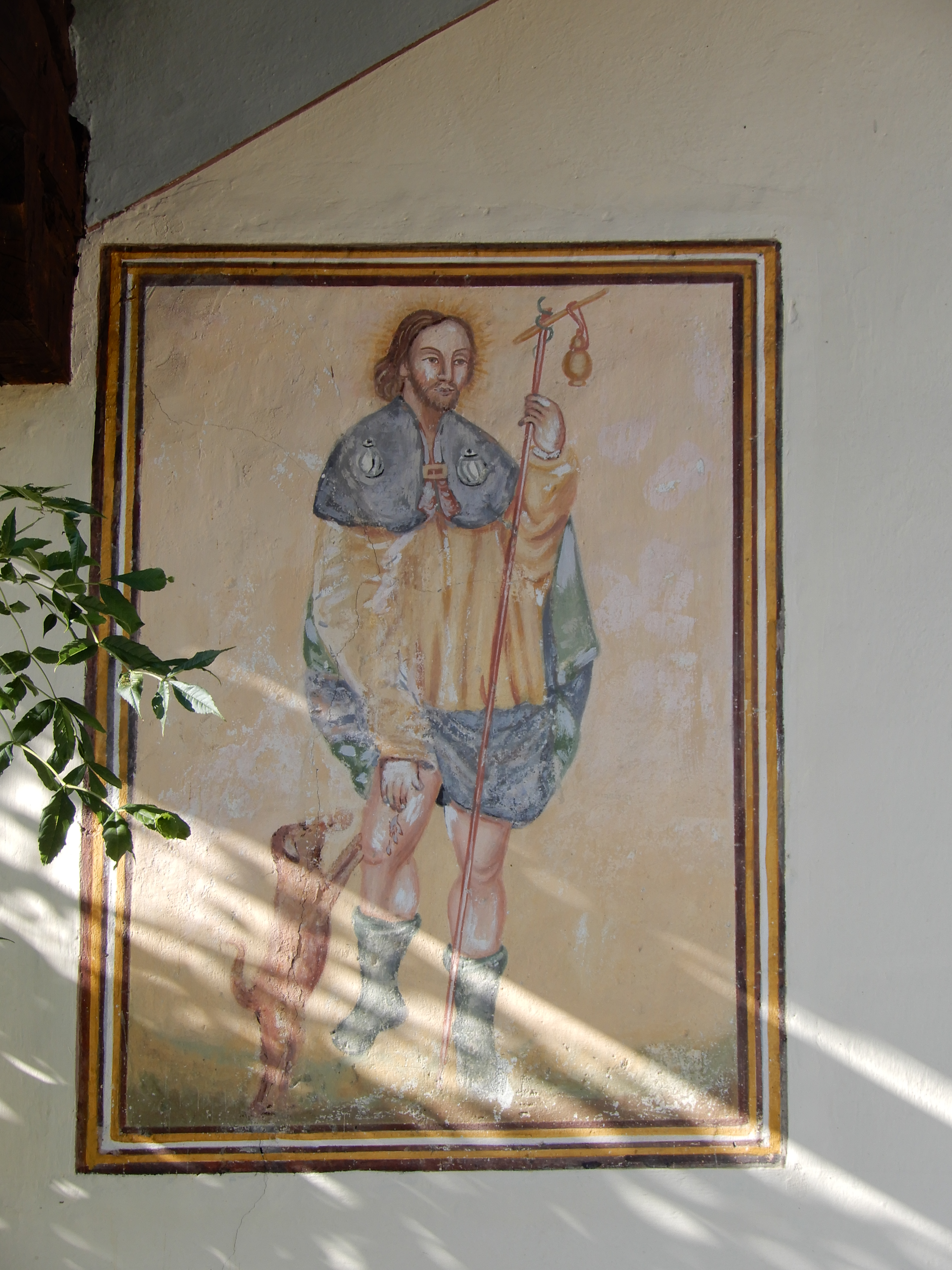
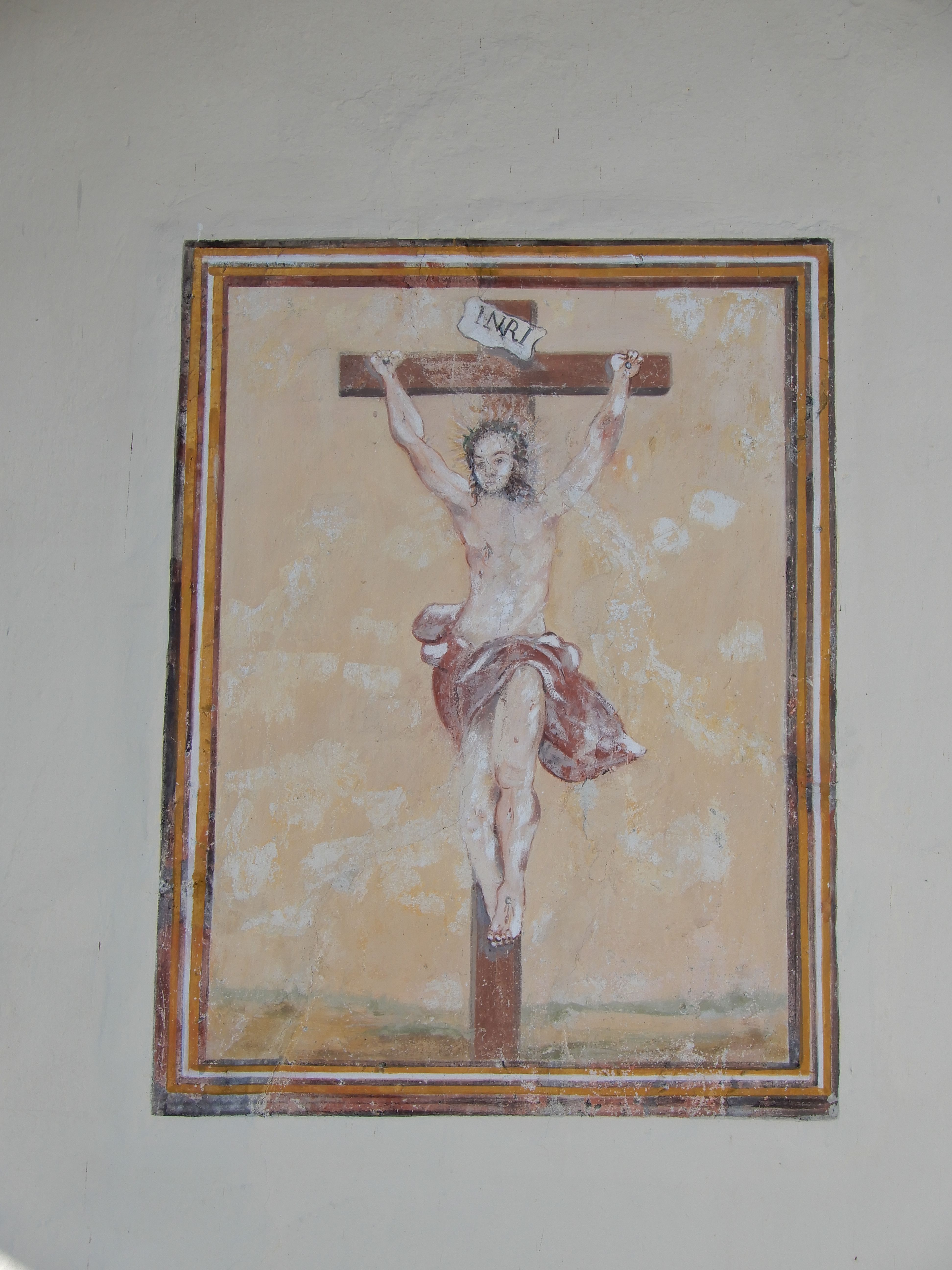
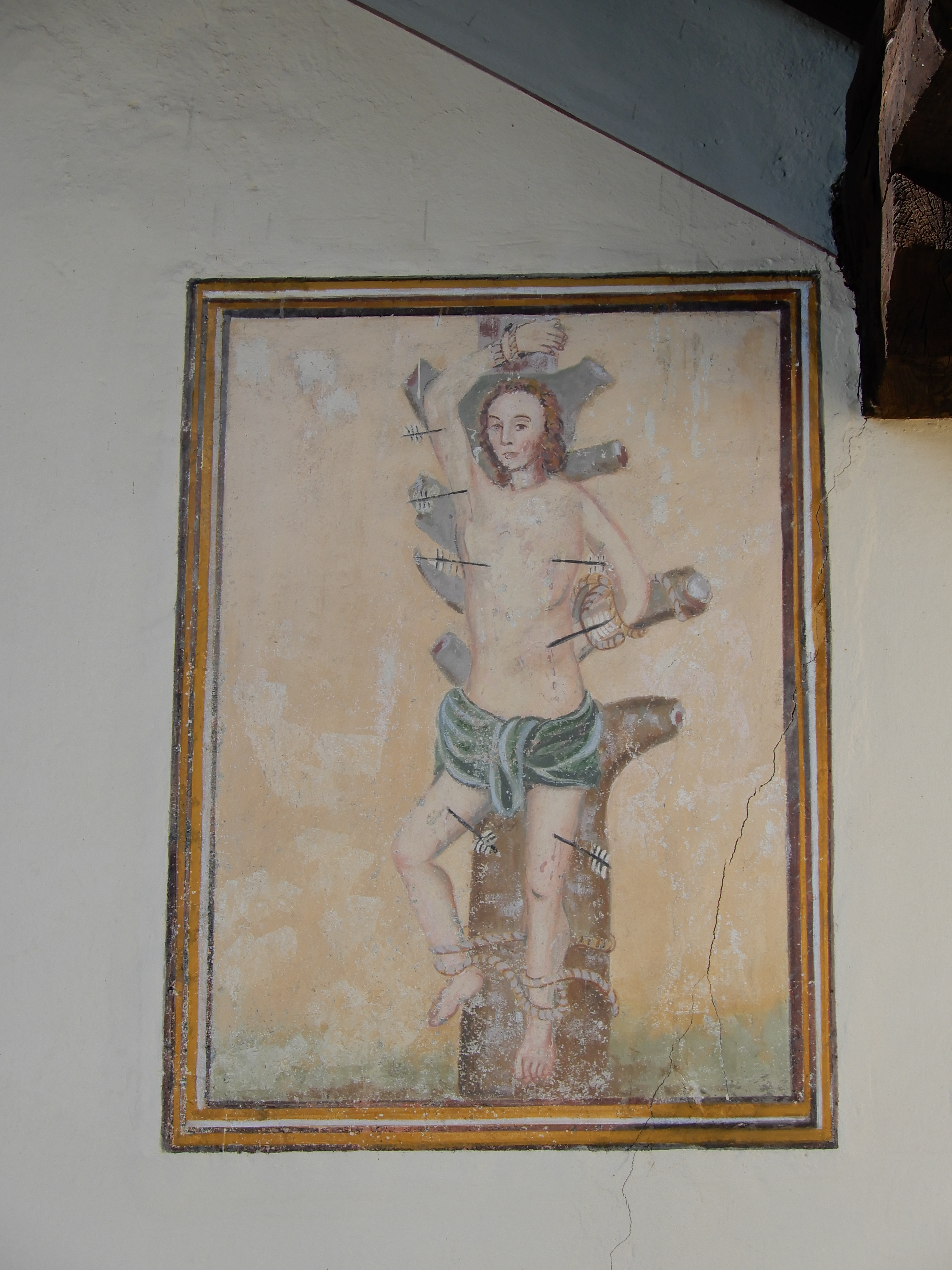